# Mi-lvo Fo
Mi-lvo Fo tudi Mi-lo Fo je izraz, ki pri kitajskih budistih pomeni smejoči se buda ali buda z debelim trebuhom.
Mi-lvo Fo je kitajska oblika Majtreje. Njegov velik, goli trebuh in mošnja denarja v rokah simbolizira bogastvo, njegov smeh in sproščena drža pomenita mirnost in zadovoljstvo.
Mi-lvo Fo je v vsakem kitajskem samostanu upodobljen kot smejoči se buda. 